# آرچی ترنر
آرچی ترنر (به انگلیسی: Archie Turner) بازیکن فوتبال زادهٔ ژوئن ۱۸۷۷ اهل کشور انگلستان که سابقهٔ بازی در تیم ملی فوتبال انگلستان را در کارنامهٔ خود دارد. وی در تاریخ ۱۷ مارس ۱۹۰۰ نخستین بازی ملی خود را در مقابل تیم ملی فوتبال ایرلند انجام داد و با حضور در ۲ بازی ملی، در تاریخ ۹ مارس ۱۹۰۱ واپسین بازی ملی‌اش را در برابر تیم ملی فوتبال ایرلند برگزار کرد.